# Ragman
Ragman es un personaje ficticio, concebido como un superhéroe y vigilante místico, que apareció por primera vez en una serie de corta duración, en un cómic que lleva su nombre, publicado por la editorial DC Comics, creado por Robert Kanigher y Joe Kubert, apareciendo en la revista de historietas Ragman Vol. 1 #1 (agosto - septiembre de 1976). Fue concebido a partir del folklore de la cultura judía, por lo tanto, este personaje se convirtió en el primer superhéroe judío, puesto que su característica principal está ligado a las criaturas conocidas como Golems, derivado de las leyendas relacionadas al Golem de Praga.

## Biografía del personaje ficticio

### Etapa Pre-Crisis
Siendo un veterano de Vietnam, Rory Regan había crecido ayudando a su padre, que se encargaba de coleccionar objetos viejos a través de un almacén de empeños y compraventas, ya que dichos artefactos u objetos que compraba o vendía lo hacía gracias a través de su casa de empeño cuyo nombre se denominaba Rags'n'Tatters. 
Su padre siempre soñaba con hacerle una vida mejor para Rory y constantemente le prometía que algún día iba a hacer rico a Rory. Mientras que bebía con sus amigos una noche, su padre descubrió 2 millones de dólares adentro de un viejo muñeco de un peluche que se encontraba en un viejo colchón que le había llegado recientemente a su tienda de empeños. Él y sus amigos decidieron ocultar el dinero para Rory, ya que eran demasiado viejos para que se pudieran beneficiar del dinero. Pero lo que no sabían era que el dinero había sido el resultado el botín de un atraco a un auto de valores blindado y cuando llegaron los ladrones a reclamar el botín a la tienda, derribaron y destrozaron la tienda, dejando sueltos algunos cables eléctricos que ocasionaron un cortocircuito fueron utilizados para torturar al padre de Rory y a sus amigos, para que pudieran revelar en dónde se encontraba escondido el dinero. Poco después, Rory llegó poco al ver a su padre en agonía, que trató de liberarlo de los cables. Un último corto de energía alcanzó a su padre y a sus amigos haciendo que no fueran salvados por parte de Rory, dejándolo inconsciente. Cuando volvió en sí, su padre y sus amigos ya estaban muertos y los encapuchados responsables ya se habían ido. Entonces, para poder atraparlos, decidió crearse un traje hecho de trapos y harapos viejos (que su padre había comprado a un desconocido antes de morir y el cual le dejó una nota diciéndole que Rory podría utilizarlo para una fiesta de disfraces), por lo tanto, se convirtió en "Ragman" "El andrajoso justiciero" Rory parecía haber ganado las habilidades físicas de los hombres que fueron electrocutados, ya que todos habían tocando los cables cuando la última descarga final de electricidad se transfirió por medio de la conducción eléctrica, por lo que la corriente causó que cruzara por el cuerpo de ellos y llegando a Rory. Por lo tanto, ganó la agilidad de un acróbata, la fortaleza de un hombre atlético y fuerte y las habilidades de un boxeador. En su encarnación previa a la crisis, Rory Regan era irlandés, y no judío, como se indica explícitamente en la sección de cartas de la historieta de Ragman Vol. 1 #3.

### Post- Crisis
Tras la Crisis en las Tierras Infinitas, se reinició la continuidad, permitiendo que se retomase el origen de Rory Regan como Ragman, donde este era un vendedor de objetos usados por el cual buscaba hacer el bien por la comunidad mediante la compraventa de dichos artículos a las personas que necesitan dinero. El traje de trapos que utiliza, como se mencionaba anteriormente, originalmente era solo un traje hecho a partir de materiales que se encontraban alrededor de la tienda de trapos, "Rags'n'Tatters", que compartía con su padre. Esto fue reconeado en una miniserie limitada en 1991, y en la actualidad cada uno de los parches del traje está hecho a partir de un nuevo elemento místico que fue incluido, en este caso ahora cada harapo o trapo formaba parte de un alma atrapada de un malhechor que Ragman había castigado y absorbido, convirtiéndolo de hecho, en un vigilante místico.
La absorción de estas almas causó un serio problema para Rory en algún momento, puesto que cuando las almas malvadas tenían la necesidad por asesinar, finalmente se despertaron en Ragman. Solamente con el apoyo su viejo amigo el rabino Luria y Batman, recuperaría el control, aunque a costa de la vida de Luria. Los poderes de Ragman habían aumentado constantemente desde entonces. Actualmente, puede seguir absorbiendo almas con su traje. Con cada nueva alma añadía, no solo se añadía un trapo, también ha podido recurrir a las almas impregnadas en su traje para que preste sus atributos o poder. También es un mago muy hábil.

#### Juicio y Venganza

##### Día del Juicio
Durante los eventos de la serie limitada del Día del Juicio, Ragman estuvo activo ayudando en la destrucción y detención de muchos de los demonios que invadieron la Tierra por parte de Azmodel. Esto hizo que se ganara la ira de los mismos Devils, un grupo de demonios estilizados que se hacían llamar la mafia. Estos deseaban obtener venganza por los demonios caídos en combate durante el evento, terminan por atacar a Ragman, hiriéndolo y arrancando partes de su traje. Creyendo que está muerto, sin embargo no sería cierto.

##### Crisis Infinita
Durante el evento de la "Crisis Infinita", Ragman y Nightshade, luchan juntos codo a codo siendo parte del combate de superhéroes que buscan defender a Metrópolis del ataque de una docena de villanos.

##### Camino a Crisis Infinita: Día de la Venganza
Ragman es uno de los miembros de Shadowpact, un equipo que se formó para enfrentarse al El Espectro durante la serie limitada y tie-in de la Crisis Infinita Camino a Crisis Infinita: Día de la Venganza.
Estos acontecimientos ocurren en paralelo a la Crisis Infinita, Ragman es uno de los pocos voluntarios que estuvieron dispuestos a asumir la furia del Espectro, que ha decidido acabar a toda la magia, al considerarla como una manifestación de toda la maldad. Encantadora, durante una reunión planeada, esta lleva a Ragman a quien le otorga un arma mística para el combate contra Espectro. Confiando en ella, a sabiendas de que ella puede matarle si el llega demasiado lejos con su poder mágico, un mal necesario siempre y cuando ella crea posible que pueda darse. Él le dice que si realmente se vuelve malvada, su traje se la llevará. A continuación, la trata de besar, pero no revela entre sí sus sentimientos, por lo que Encantadora incluso se burla de él mientras ellos están al lado de los otros héroes.

#### Shadopact: Post-Crisis Infinita
En la serie de historietas de Shadowpact, Ragman, junto con sus compañeros de equipo, fueron atrapado dentro de un escudo sólido de sangre que se manifestó y extendió sobre la ciudad de Riverrock, Wyoming. Ragman y el resto de su equipo aparentemente pasarían un período de tiempo muy corto dentro la estructura mágica, pero debido a los efectos mágicos, pasaron alrededor de un año. Varios héroes místicos, como el Phantom Stranger y Rex, el perro maravilla vigilaban desde fuera de las fronteras de la ciudad.
Mientras se encontraban en Riverrock, Rory se encontró con una malvada contraparte de sí mismo perteneciente a un grupo de supervillanos que habían formado el escudo de sangre mágico, conocidos como el Pentáculo. Su contraparte se llamaba Bagman. Se viste con traje verde similar, y puede mover su cuerpo a mayor libertad y mientras en esta forma absorbía a la gente. Mientras que dentro de Bagman se sofocaban o eran digeridos. Bagman incluso mencionó lo extrañamente similar que son Shadowpact y Pentáculo. Rory pudo sobrevivir a este encuentro porque el jefe de Bagman no quería que los héroes fueran asesinados. Después del encuentro en Riverock, Rory deberá tratar con una severa perturbación que forma parte de su vida, como cuando todo el mundo había pensado que estaba muerto. Él, como la mayoría del equipo, terminarían teniendo que buscar que encontrar una nueva fuente de ingresos, un lugar para poder quedarse y la rareza para encontrar una estatua conmemorativa para todo el equipo.
En Shadowpact #8, Rory fue atrapado temporalmente por la dimensión limbo de su propio traje de harapos. Allí se encontró con el alma de un centurión que trabajaba por sus crímenes. Este hombre, Marcus Liberius, le salvó por primera vez de unas palizas de otras almas asesinas le estaban dando a Rory. Marcus revela que el manto fue era en realidad es el "Gran Artefacto del Coleccionista", que ha estado existiendo desde hace mucho tiempo, y que ha permanecido desde la época de Abraham. Los Ragmen (aquellos que han portado el manto de Ragman anteriormente) anteriores a la línea de sucesión de donde Rory ha formado parte, han estado en acción desde el año de 1812 a. C. Marcus también ayudaría a Rory, que había estado desencantado su trabajo para recolectar almas corrompidas, para que se diera cuenta que no era un castigo, sino un ser redentor, lo que permitía tener una vida mejor después de la muerte, para aquellos que trabajan para ella. Este trabajo generalmente tomaba la forma del sufrimiento a nombre de Rory. Por ejemplo, cuando Rory estuvo recientemente cegado por la magia. Marcus voluntariamente tomó esta ceguera corrupta, agregándose junto con el resto de sus lesiones anteriores que antes había sufrido. Este último sacrificio le permite a Marcus, a la vista del resto del Shadowpact, ascender a un reino más alto.
Rory, junto con Nightmaster y Nightshade, intentaron teletransportarse hasta Washington D. C. para poder detener un robo de un banco, pero quedaron atrapados en medio del tránsito en la Tierra de las Nightshades. Durante este tiempo se sugirió que se sentía atraído por el miembro del equipo Nightshade.

#### Maxiserie Trinidad
En las páginas de la maxiserie limitada Trinity Vol. 1 #18, mientras que Ragman apareció para salvar a un hombre de una banda de asaltantes, en el mismo momento cuando la realidad parecía haberse deformado, haciendo desaparecer a la denominada "Trinidad" conformada por Batman, Superman y la Mujer Maravilla, haciendo que estos nunca existiesen. Ragman sería acompañado por un compañero llamado Tatters, que llevaba un traje hecho sin harapos y con una capucha verde y una máscara. En un primer momento, se le ve hacer frente a una versión alternativa de Green Arrow, que era un vigilante al servicio de los ricos que hacía caso omiso a los pobres, y más tarde, debido a una explosión cronal, se ve asumiendo la posición de Batman como primer vigilante de Ciudad Gótica.

#### Batman:  La batalla por la capucha
Ragman aparece brevemente en el arco de la historia titulada "La Batalla por la Capucha", ayudando a Cassandra Cain y la Cazadora en la pista de un grupo de personas secuestradas alrededor de Ciudad Gótica. Después de retirar la cinta adhesiva de la boca de una mujer amordazada, Ragman procede con a llevarla con el abogado de la mujer, por su aparente adicción de drogas, diciéndole que nunca volverá a ser verdaderamente libre hasta que se apodere de su vida.

#### La noche más oscura
Durante la historia crossover de (2009-2010) "La noche más oscura", Nekron anula completamente el poder del traje de Ragman mediante el uso de los anillos de poder de los Black Lantern al reanimar a todas las almas unidas a su cuerpo.

#### El Traje de las Almas
En octubre de 2010, Ragman actuó en el one-Shot en solitario: "Ragman: Suit of Souls". Escrito por Christos Gage y dibujado por Stephen Segovia.
Más tarde, Ragman aparece para ayudar a la JLA durante su misión en el Infierno, donde ayuda a Flecha Verde derrotar al demonio Anger.

### Los nuevos 52/DC: Renacimiento
Ragman reaparecería para el reinicio de la continuidad del Universo DC en las páginas de Batwoman Vol.2, en la cual Rory Regan una vez más es el dueño de una tienda de compraventas, de antigüedades y de empeños, llamada "Rags 'n Tatters", en la cual, aparece en un arco de la historia de Batwoman en la cual se relaciona a la compra de un misterioso artefacto místico, por el cual, intentarían asestarle un robo a su tienda, por lo que no tiene más opción que convertirse en "Ragman". En esta historieta, se enfrenta a Clayface (Basil Carlo) y a un culto con el cual buscan resucitar a la hechicera Morgana Le Fay. Allí, hace equipo con Batwoman y el Demonio Etrigan para detener al villano y al culto. A pesar de eso, era inevitable el regreso de la bruja y tienen un enfrentamiento con ella, logrando detenerla; no obstante, luego de una intensa batalla, accidentalmente Ragman rompe un colector de gas que termina por dejar amnésico a Clayface tras la explosión resultante, por lo que posteriormente una vez más estando preso en el Asilo Arkham, Ragman se ofrece ayudar a Clayface para que recuperara sus recuerdos.

## Poderes y habilidades
Durante la etapa Pre-Crisis, Ragman tenía las capacidades físicas obtenidas de las almas de sus amigos como la de padre: La fuerza sobrehumana de un hombre de circo, la capacidad de combate de un boxeador de peso pesado, y la agilidad de un acróbata de clase mundial.
Para la etapa Post-Crisis, estos poderes fueron sustituidos y fue de hecho, reimaginado como un vigilante místico, Ragman no solo puede recurrir a facultades físicas de cualquier número de las almas corrompidas que componen su traje. De esta manera puede ser capaz de aumentar su fuerza, su velocidad y resistencia de docenas o incluso cientos de veces más de lo que una persona normal puede tener normalmente, aunque él ha declarado que no es fácil acceder a una gran cantidad de almas a la vez (por el momento, ha comentado que lo más cercano que ha llegado aguantar y que nunca había hecho era haber logrado soportar el poder controlar a más de un centenar de almas que le hayan dado sus poderes). Esto también permite que Ragman pueda evitar que la mayoría de heridas en combate gracias a que puede usar a otras almas para absorban los daños que le puedan causar, permitiéndole seguir operando con su máxima eficiencia, mientras que las almas atrapadas van adquiriendo el daño para ellos.
Lo más significativo es haber vencido a un enemigo, pudiendo adquirir nuevas almas mediante la demanda de absorción, a pesar de que solo lo puede hacer con las almas verdaderamente malvadas; como ejemplo, fue incapaz de absorber el alma de un supervillano Blue Moon, porque era enviado periódicamente a la cárcel, además sus superpoderes solo funcionan en la noche, su tiempo en prisión hace como si este estuviera "sirviendo en función del cumplimiento de la pena", por lo tanto, evita que Ragman le castigara por sus crímenes. Al tomar un alma, añade un nuevo trapo al traje, y por lo tanto, se suma a la fuente de alimentación de Ragman. Sin embargo, Rory ha mencionado que el proceso de adquisición de una nueva alma le da calambres de estómago y náuseas. Una vez que un alma corrompida le ha ayudado en una cierta cantidad de veces, le permite hacerle renunciar al mal y permitiéndole ascender al cielo, Luego de que después se haya ganado la redención por sus pecados en vida, tras haber sido enviado primero al infierno, simplemente muere de manera manera normal.
Además, Ragman posee una serie de poderes mágicos menores, tales como el control cinético del traje (es decir enredo como cuando enredó a Eclipso con su capa, mientras que lidia con ella). La absorción de almas también se puede materializar de forma automática, cada vez que está en peligro, y que normalmente le permite teletransportarse a donde se le necesita.
Recientemente se ha puesto de manifiesto que el traje puede asumir otras formas, tales como armas y nuevas formas para recolectar almas. Hasta la fecha, se ha tomado en cuenta que el traje ha existido desde siempre, encontrándose registros desde el antiguo Egipto, en una lanza durante el Imperio Romano, y en una daga en el siglo XIX en la Inglaterra victoriana.

## Otras versiones

### Cat-Man
- Jay Garson Junior, que apareció por primera vez en una publicación de la extinta editorial Holyoke Publishing, en la revista Cat-Man #1, un personaje de la edad de oro también llamado Rag-Man. Esta versión asumió por primera vez su identidad secreta después de haber escrito un artículo donde su personaje denunciaba a una banda de criminales, que se encuentran en un parque y estos disparaban a uno de ellos, solo para tener un dar un salto ante un vagabundo que se encontraba frente a él y salvarle su vida. Después de descubrir que el vagabundo era su doble exacto, se intercambian la ropa con él haciendo que pareciera que los delincuentes hayan logrado dispararle. Vestido con harapos del vagabundo, entonces irrumpe en una reunión en el escondite de la banda y las detiene.

Debido a Holyoke nunca renovó sus derechos por dicho personaje, esta versión de Rag-Man quedaría del dominio público. Este personaje no guarda ninguna relación con el Ragman de DC Comics a excepción en el nombre.

### Injustice: Gods Among Us
- En las páginas del cómic del videojuego Injustice: Gods Among Us: Año Tres, Ragman hace equipo con John Constantine y Klarion para buscar una forma para detener a Superman.

### LJA: El Clavo
- Ragman y otros héroes místicos hacen una aparición en las páginas de la novela gráfica de Alan Davis y Mark Farmer de 1998,  de la línea de títulos conocidos como Elseworlds, asistiendo a una llamada hecha por el Doctor Fate, aparece junto a Phantom Stranger, Deadman, Etrigan el demonio y el Espectro.

## Aparición en otros medios

### Televisión
- Ragman apareció como personaje recurrente en la quinta temporada de la serie de televisión Arrow, interpretado por Joe Dinicol. Aparece por primera vez en el episodio "Los reclutas".